# Windy Gyle
Windy Gyle är ett berg i Storbritannien.   Det ligger i grevskapet och kommunen Northumberland i riksdelen England, i den centrala delen av landet, 500 km norr om huvudstaden London. Toppen på Windy Gyle är 619 meter över havet, eller 171 meter över den omgivande terrängen. Bredden vid basen är 0,51 km. Windy Gyle ingår i The Cheviot Hills.
Terrängen runt Windy Gyle är huvudsakligen kuperad, men åt sydväst är den platt. Runt Windy Gyle är det ganska glesbefolkat, med 29 invånare per kvadratkilometer. Närmaste större samhälle är Wooler, 19,4 km nordost om Windy Gyle. Trakten runt Windy Gyle består i huvudsak av gräsmarker.